# بری داگلاس
بری داگلاس (انگلیسی: Barry Douglas؛ زادهٔ ۴ سپتامبر ۱۹۸۹) بازیکن فوتبال اهل بریتانیا است.
از باشگاه‌هایی که در آن بازی کرده‌است می‌توان به باشگاه فوتبال لخ پوزنان، باشگاه فوتبال کونیااسپور، و باشگاه فوتبال داندی یونایتد اشاره کرد.
وی همچنین در تیم ملی فوتبال اسکاتلند بازی کرده‌است.